# Льодовий стадіон (Київ)
Льодовий стадіон у Києві — перший в Україні спортивний комплекс просто неба з льодовими доріжками, який збудовано у 1975 році. Знаходиться за адресою — проспект Академіка Глушкова, 9. Навпроти розташовано Центральний іподром України, неподалік — Національний Експоцентр України, житловий масив Теремки.

## Основні параметри
Льодові доріжки функціонують в холодну пору року — за мінусової температури повітря надворі.
На льодовому стадіоні тренуються спортсмени-ковзанярі з федерації ковзанярського спорту України та проводять час кияни любителі ковзанів.
У радянські часи на льодовому стадіоні проводилися змагання всесоюзного рівня. 
Змагання у наш час (січень 2016 року): відкритий чемпіонат Київської області з ковзанярського спорту.

## Недобудована Крита спортивна арена

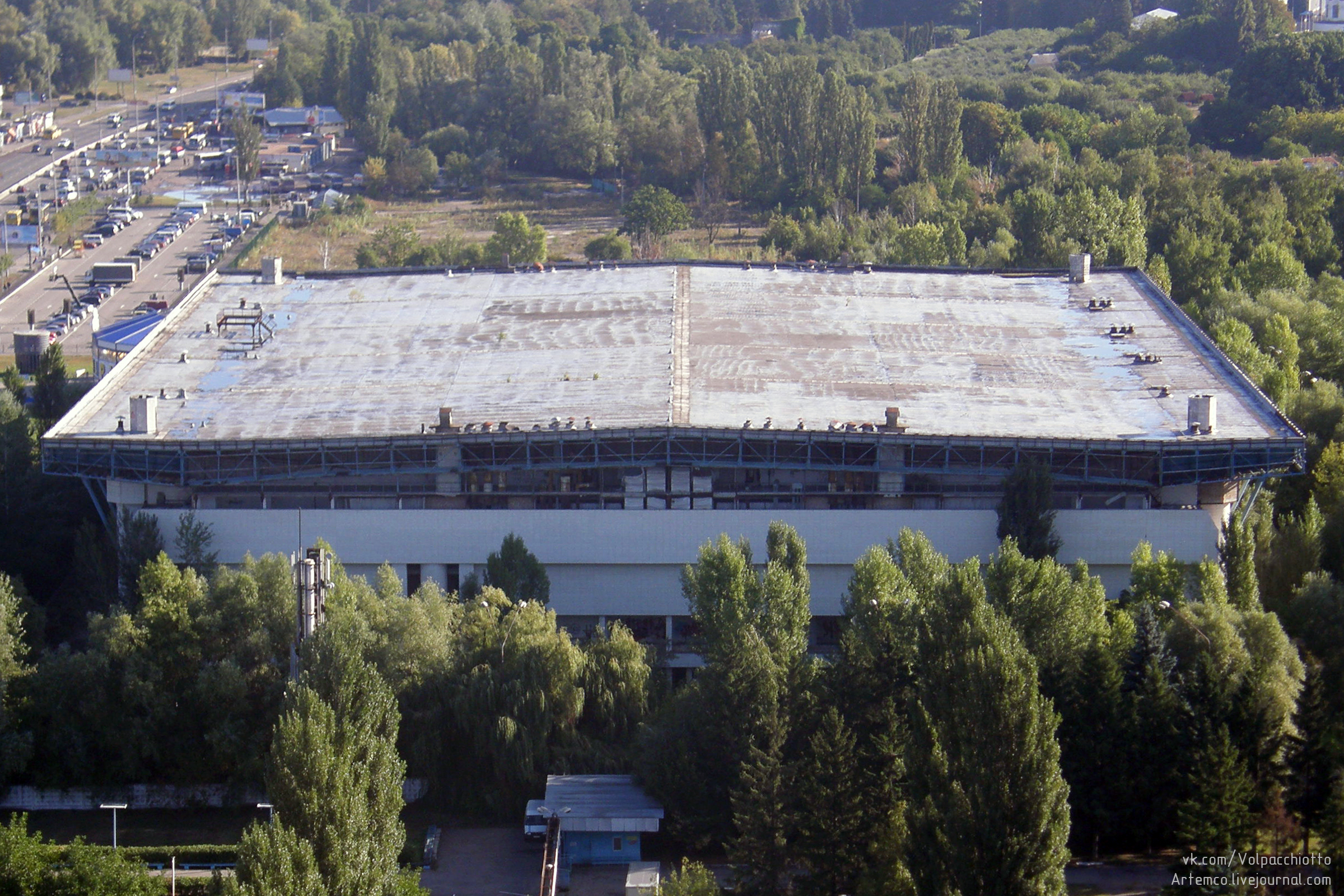
недобудована арена

Конкурс на проект Критої Спортивної Арени в інституті «Гіпроцивільпромбуд» оголосили у 1984 році за особистою вказівкою першого секретаря КПУ Володимира Щербицького, який був запеклим вболівальником Київського Динамо. Всіляко допомагаючи улюбленій команді, на цей раз він вирішив побудувати критий футбольний стадіон зі штучним газоном.
Перше місце у конкурсі зайняв ескіз Віктора Кудіна, якого і визначили головним архітектором проєкту разом з Віктором Кравченко. Головний інженер проєкту - Лев Хазрон.
Спорудження розпочалося у 1986 році. 
Будівлю планували як спортивну арену для проведення змагань та навчально-тренувальних робіт з футболу з розміром поля 120 х 75 метрів. Разом з тим, спортивна технологія, розроблена в проекті, передбачала багатофункціональне використання ігрового залу для проведення змагань ще з 15 видів спорту:  хокею, гімнастики, фехтування, важкої атлетики, стрільби з лука тощо. Два малих ігрових зали, сауни, басейн, медичний комплекс та склади для всього спортивного обладнання перебували на першому поверсі, розташування глядацьких місць трансформувалося. На той час стадіон міг вміщати 5,3 тисячі глядачів, це була найбільша крита споруда в Києві. 
Над металевими конструкціями споруди працював інститут «Проектстальконструкція». Для зменшення висоти ферм, що перекривають арену, було запропоновано шість сталевих попередньо-напружених сталевих рам-блоків прольотом 85,4 м по внутрішній частині споруди. За межі будівлі, по обидва боки, рам-блоки виступають 25 метровими консолями, які кріпляться до основи металевими тросами. Таким чином, сталева конструкція загальною довжиною 135,4 м. працює за принципом натягнутого лука. Конструктивні вирішення рам-блоків офіційно визнано за їхніми авторами, як винахід.
Вартість проекту перевищувала три мільйони карбованців.
Будівництво відбувалося швидкими темпами протягом двох років до 1988 року, а після – фінансування зупинили. Це було пов'язано з перенаправленням бюджетних коштів на ліквідацію наслідків аварії на Чорнобильській АЕС та економічною кризою в СРСР. Крім того, керівництво Динамо Київ вже почало будувати свою базу, Щербицький пішов у відставку.
До того часу були змонтовані всі конструкції, залишалися оздоблювальні роботи, інженерія та підключення до міських мереж.
Наступна спроба відродження будівництва Критої Спортивної Арени була в 1992-1993 роках. Почалися оздоблювальні роботи, був закінчений головний вестибюль, змонтована вся вентиляція і освітлення, залишалося зовсім небагато, але проект знову зупинився.
ґ
На початку 2000-х років Київрадою здійснювалися певні організаційні та комерційні дії, але доля довгобуду залишається під питанням.
8 жовтня 2015 року Київрада надала згоду на продовження строку завершення будівництва Критої спортивної арени на проспекті Академіка Глушкова, 9 ще на 5 років — до 2020 року. Однак крита арена і досі стоїть недобудованою.